# Palazzo del governo metropolitano di Tokyo
Il Palazzo del governo metropolitano di Tokyo (東京都庁舎?, Tōkyō-to Chōsha) abbreviato anche come Palazzo di Tokyo o Tocho (都庁), ospita la sede del governo metropolitano di Tokyo, che governa non solo i 23 quartieri, ma anche le città, paesi e villaggi che compongono Tōkyō nel suo complesso.
Situato a Shinjuku, l'edificio è costituito da un complesso di 3 strutture, ognuno di essi prende un isolato. Il più alto e il più importante dei tre è l'Edificio Metropolitano Principale di Tokyo N.1, una torre di 48 piani che si divide in due sezioni nel 33º piano. L'edificio dispone anche di tre livelli sotto terra. È stato costruito da Kenzō Tange e alcuni suoi collaboratori, e presenta molti tocchi simbolici, in particolare la suddivisione in alto, che sembra ricordare una cattedrale gotica.
Gli altri due edifici di questo complesso sono il "Tokyo Metropolitan Assembly Building" (di 8 piani, compreso un piano interrato) e l'Edificio Metropolitano Principale di Tokyo N.2, che dispone di 37 piani di cui tre sotto terra.
I due ponti panoramici, sono gratuiti per il pubblico e contengono negozi di souvenir e alcuni caffè. Sono aperti fino alle 23.00 nei giorni feriali. L'uso di telecamere è consentito, mentre l'uso dei treppiedi è vietato.

## Storia
La costruzione fu terminata nel 1991, a spese di ¥ 157.000.000.000 (circa 1 miliardo $) di denaro pubblico. Ha sostituito l'ex Palazzo di Tokyo a Yurakucho che è stato costruito nel 1957 e disegnato da Kenzō Tange (che ha disegnato poi la struttura successiva, cioè questa). L'ex Palazzo di Tokyo è ora sede del Forum Internazionale di Tokyo.
L'edificio ebbe il titolo di edificio più alto (da tetto) a Tokyo, dal 1991 al 2006, quando poi venne superato dalla Midtown Tower.

## Nella cultura di massa

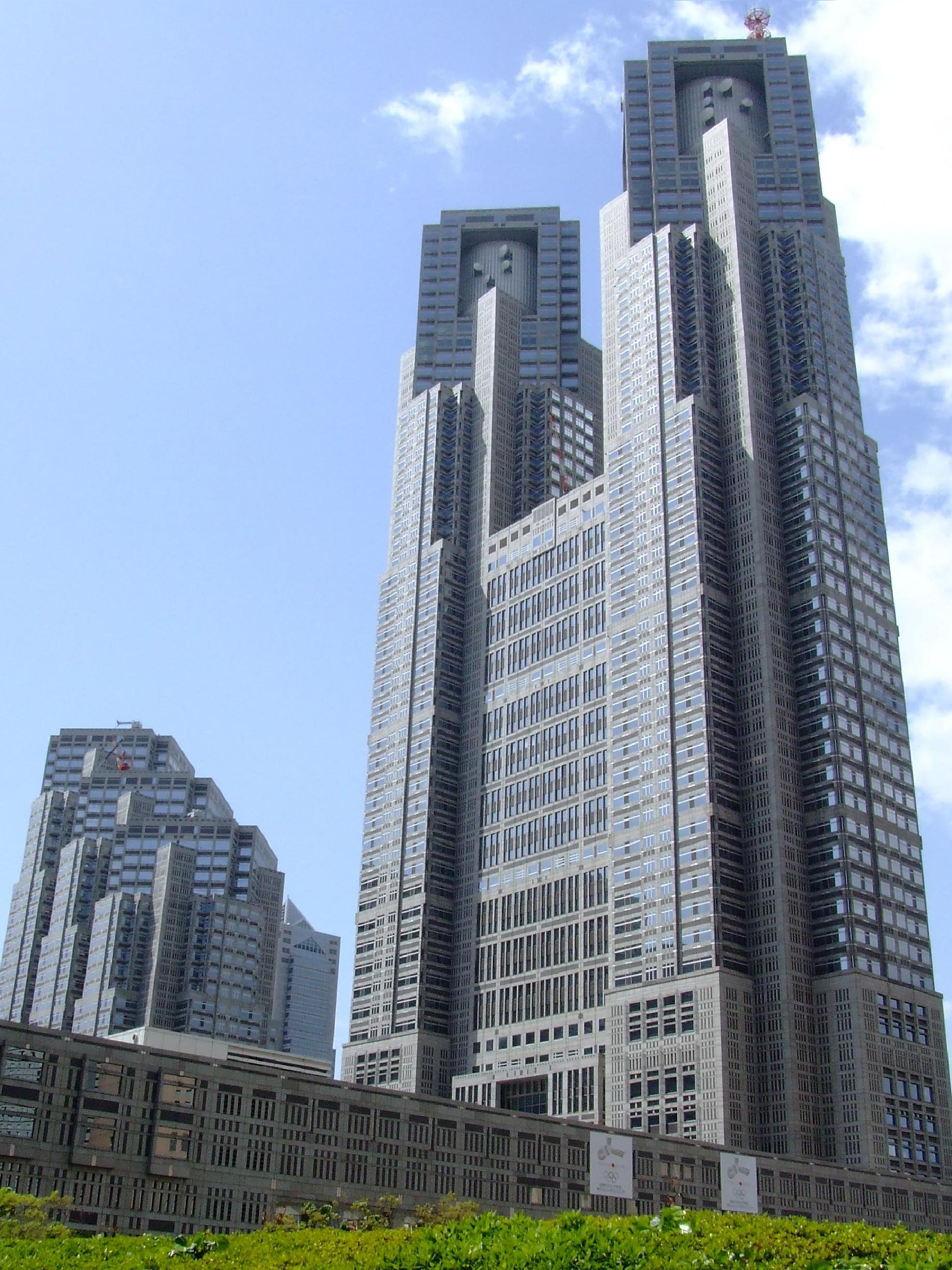
Il grattacielo visto dal basso

Anche se non ha ottenuto lo stesso grado di riconoscimento mondiale come la Torre di Tokyo, il Palazzo rappresenta l'amministrazione della metropoli di Tokyo. Appare spesso nelle opere di fantasia giapponese come simbolo di autorità.
- è una parte importante della storia di Il giocattolo dei bambini, nella puntata 8, "Mille dubbi".
- Nel 1991 nel film Godzilla contro King Ghidorah, il palazzo del governo metropolitano viene distrutto in uno scontro.
- Nella serie anime Kidō butoden G Gundam, il palazzo del governo metropolitano è l'ultimo punto di riferimento rimanente a Tokyo dopo che la città è stata distrutta.
- Nella serie anime Digimon Tamers il palazzo del governo metropolitano è la sede dell'organizzazione Hypnos, in esso si verificano numerose battaglie importanti.
- Nel manga X il quartier generale dei Draghi della Terra si trova sotto il palazzo del governo metropolitano.
- L'edificio viene brevemente mostrato in una puntata de I Simpson, nella puntata 30 minuti sopra Tokyo.